# LaVonna Martin
LaVonna Martin (Dayton (Ohio), Estados Unidos, 18 de noviembre de 1966) es una atleta estadounidense retirada, especializada en la prueba de 100 m vallas en la que llegó a ser subcampeona olímpica en 1992.

## Carrera deportiva
En los JJ. OO. de Barcelona 1992 ganó la medalla de plata en los 100 metros vallas, con un tiempo de 12.69 segundos, llegando a meta tras la griega Voula Patoulidou (oro con 12.64 s) y por delante de la búlgara Yordanka Donkova (bronce con 12.70 s).